# Xúquer Viu
Xúquer Viu és una plataforma que agrupa diverses organitzacions polítiques, sindicals, ecologistes i ciutadanes de la comarca valenciana de la Ribera del Xúquer.
La plataforma Xúquer Viu fou creada el 2003 per tal de recuperar el riu Xúquer mediambientalment, reivindicant un cabal ecològic més elevat en el tram final del riu (del d'Antella a la mar) i la reconsideració del transvasament Xúquer-Vinalopó. La plataforma, que forma part de la Fundació Nova Cultura de l'Aigua s'ha posicionat en contra dels transvasaments entre conques, i molt en especial del Transvasament de l'Ebre inclòs en el Pla Hidrològic Nacional derogat el 2004.
Diverses accions han estat organitzades per Xúquer Viu per tal de fer visible les seues reivindicacions: manifestacions com la convocada el maig de 2010 a Sueca, xerrades i campanyes de sensibilització. A més de les reivindicacions de tipus hídric en defensa del riu, Xúquer Viu també reivindica altres causes de tipus ecologista com la lluita en contra del canvi climàtic, o de tipus social i polític com la seua participació en el film Ja en tenim prou, o les manifestacions nacionalistes convocades per Acció Cultural del País Valencià el 25 d'abril o el 9 d'octubre.

## Entitats que formen part
Entre les entitats fundadores de la plataforma es troben Esquerra Unida del País Valencià, Bloc Nacionalista Valencià, Partit Socialista del País Valencià, Esquerra Republicana del País Valencià, Els Verds del País Valencià, Esquerra Verda, Unió General de Treballadors, Comissions Obreres, Sindicat de Treballadors de l'Ensenyament del País Valencià o la Unió de Llauradors de la Ribera Alta i la Ribera Baixa. També altres col·lectius de caràcter comarcal o local com la Penya Piragüista d'Antella, Benusaïdi de Beneixida o el Grup Mussol de l'Alcúdia.
Més tard s'hi afegirien Ecologistes en Acció, Acció Ecologista Agró, WWF-ADENA, ADENE-Énguera, Casal Jaume I, Amics de la muntanya de Sueca, Salvem la Bossarta, Grup Arrels, Associació Cultural Cilim d'Antella, Ecologistes de la Canal, La Falaguera de Sumacàrcer, Acció Cultural del País Valencià (ACPV) i el Sueca United FC.